# Isoglossa eranthemoides
Isoglossa eranthemoides är en akantusväxtart som först beskrevs av Ferdinand von Mueller, och fick sitt nu gällande namn av R.M. Barker. Isoglossa eranthemoides ingår i släktet Isoglossa och familjen akantusväxter. Inga underarter finns listade i Catalogue of Life.